# ماريا ايدجوورث
كانت ماريا ايدجوورث (1 يناير 1768 - 22 مايو 1849) كاتبة غزيرة من الأدب الإنكليزي الأيرلندي لأدب الأطفال والكبار. كانت واحدة من أوائل الكتاب الواقعيين في أدب الأطفال وكانت شخصية مهمة في تطور الرواية في أوروبا.  كانت لديها وجهات نظر متقدمة، لامرأة من وقتها، في إدارة العقارات والسياسة والتعليم، وتتفق مع بعض الكتاب الأدبية والاقتصادين البارزين، بما في ذلك السير والتر سكوت وديفيد ريكاردو.

## حياتها

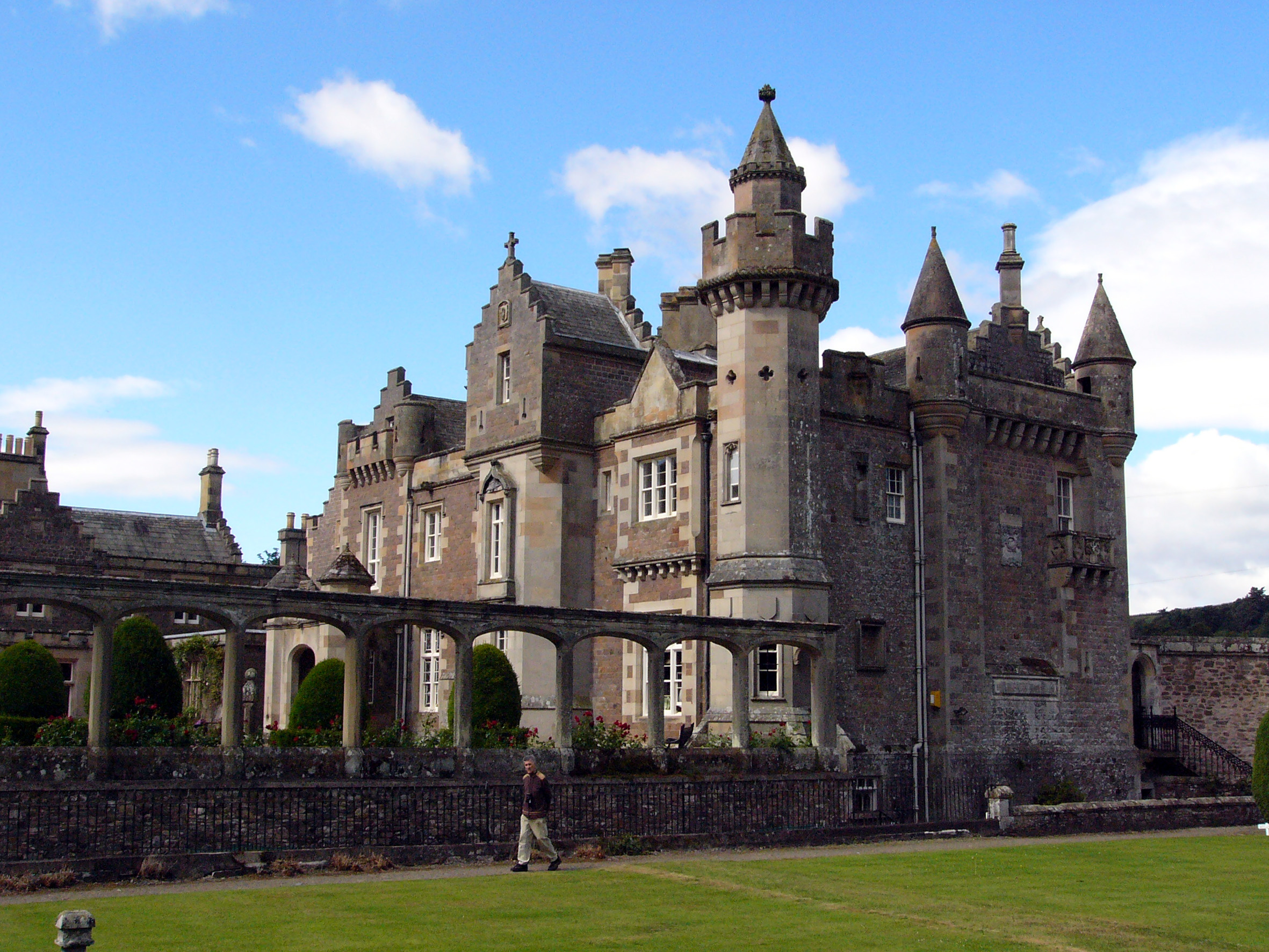
أبوتسفورد

### حياتها المبكّرة
وُلِدت في بلاك بورتن، أكسفوردشير. هي الابنة الثانية لريتشارد لوفيل ايدجوورث «والذي كان في النهاية أباً لـ 22 طفلاً من أربع زوجات» وأنّا ماريا إيدجوورث، وبهذا تكون عمّة فرانسيس إيسيدرو إيدجوورث. قضت سنينها الأولى مع عائلة والدتها في إنجلترا، حتّى وفاة والدتها عندما كانت في الخامسة. عندما تزوّج والدها زوجته الثانية أونورا سنيد في 1773، ذهبت معه حيث توجد أملاكه، في إيدجوورثستون في مقاطعة لونجفورد، جزيرة أيرلندا.
أُرسلت ماريا إلى مدرسة مسز لاتافيير في دربي بعد مرض اونورا في عام 1775. بعد موت أونورا في عام 1780، تزوج والد ماريا أخت أونورا إليزابيث (آنذاك كان ذلك مرفوضاً اجتماعياً وممنوعاً قانونياً من 1833 حتى صدور مرسوم 1907 زواج أخت الزوجة المتوفية). انتقلت ماريا إلى مدرسة مسز ديفيز في لندن. ركّز والدها اهتمامه عليها في عام 1781 عندما اقتربت أن تخسر بصرها بسبب إنتان في العين. عادت إلى المنزل عندما كانت في الرابعة عشر، وتولّت مسؤولية أشقائها الأصغر سناّ. ودرّسها والدها في المنزل القانون، والسياسة والاقتصاد الأيرلندي، والعلوم، والأدب.  وبدأت أيضاً مراسلاتها المستمرّة مع أشخاص متعملين، معظمهم أعضاء في المجتمع القمري.
ساعدت والدها في إدارة أملاك ايدجوورثستون، التي كانت متعرّضة للانهيار خلال فترة غياب العائلة بين عامي 1777-1782، حيث عاشت وكتبت هناك طوال حياتها المتبقية. وبفضل الروابط المتينة بينها وبين والدها، بدأوا تعاونهم الأكاديمي طويل الأمد «والذي كانت فيه الأكثر فطنةً وتمكّناً». تواجد في إيدجوورثستاون العائلة الكبيرة والخدم والمستأجرين. لاحظت وسجّلت تفاصيل الحياة الأيرلندية اليومية، واستعانت لاحقاً بهذه الخبرة في رواياتها عن الأيرلنديين. اختلطت أيضاً مع الطبقة الحاكمة الأنجلو إيرلنديين، خاصةً كيتي بينكهام «التي تروّجت لاحقاً أرثر ويلزلي، أوّل دوق لولنغتون» وليدي مويرا وعمّتها مارغاريت روكستون في بلاك كاسل. زوّدتها مارغاريت بروايات آن راكليف وويليام غودوين وشجّعتها على الكتابة.

### سفراتها
تزوّج ريتشارد في عام 1798 من فرانسيس بيوفورت، ابنة دانييل أغسطس بيوفورت، الذي كان يحرّض على فكرة السفر إلى إنجلترا وقارّة أوروبا. كانت فرانسيسن أصغر من ماريا بعام، وأصبحت صديقتها المقرّبة مدى الحياة. سافرت العائلة بدايةً إلى لندن في عام 1800.
في عام 1802 جالت عائلة ايدجوورث ميدلاندز. ثمّ سافروا إلى القارة، بدايةّ إلى بروكسل ثمّ إلى حكومة القناصل الفرنسية «خلال معاهدة أميان، إذ كان هدوء وجيز في الحروب النابليونية». قابلوا كل المشاهير، وتلقّت ماريا عرض زواج من رجل حاشية سويدي، كونت إيديلكرانتز.  يُبدي ما كتبته عن الموضوع في أدبها بروداً كبير، إلّا أن زوجة أبيها أكّدت في رسائل وحياة أغسطس هير بأنّ ماريا أحبته كثيراً ولم تتعافى من العلاقة الغرامية بسرعة. عادوا إلى المنزل في إيرلندا في عام 1803 على مشارف استئناف الحروب وعادت ماريا إلى الكتابة. فاشنيبل لايف وذا أبسينتي وأرموند هي رواياتٌ عن الحياة الإيرلندية. كانت إيدجوورث مؤلّفةً واسعة الانتشار للغاية إذ قورِنت مع الكتّاب المعاصرين لها جين أوستن ووالتر سكوت. جنت في البداية أكثر منهم واستخدمت أرباحها لمساعدة أشقائها.
في زيارةٍ لها إلى لندن عام 1813، استُقبلت على أنها شخصيةٌ أدبيةٌ مرموقةٌ، وقابلت ماريا اللورد بارون «الذي لم يعجبها» وهيمفري ديفي. ودخلت في مراسلةٍ طويلةٍ مع العضو في حزب المحافظين المتطرّف والتر سكوت بعد نشره رواية ويفرلي في عام 1814، والذي اعترف بامتنانٍ بتأثيرها، وشكّلا علاقة صداقة طويلة الأمد. زارته في إسكتلندا في منزل أبوتسفورد في عام 1823، وأخذها في جولةً في المنطقة. في العام التالي، زار والتر ايدجوورثستاون.  عندما عبروا خلال القرية، كتب أحد الطرفين «لم نجد أكواخاً طينية أو ريفيين عراة، بل كل شيءٍ كان أكواخاً مُستكنّة وابتسامات». صرّح رأيٌ معاكسٌ بأن سكان إيدجوورثستاون عاملوا إيدجوورث بازدراءٍ، ورفضوا حتى التظاهربالأدب معها.

### حياتها المتأخّرة
كان ريتشارد إيدجوورث متسامحاً وعادلاً نسبياً في تعامله مع المستأجرين وكان له دورٌ فاعلٌ في إدارة الأملاك. بعد التجادل في القضية مع الخبير الاقتصادي دافيد ريكاردو، اعتقدت ماريا بأن الإدارة الأفضل والتطبيق الأوسع للعلم في الزراعة يمكن أن يزيد إنتاج الطعام ويخفض السعر. فضّل كلاً من ريتشارد وماريا التحرير الكاثوليكي، وتحرير الكاثوليك من التقييد العقاري «اعترف أيضاّ أنه هذا يتعارض مع مصالحه»، والإصلاح الزراعي، وزيادة فرص تعليم المرأة. عملت بعزمٍ وبشكلٍ خاصّ لتطوير معايير حياة الفقراء في ايدجوورثستاون. وضمن محاولاتها لتحسين الأوضاع زوّدت القرى بمدارس للأطفال المحليين من كلّ المذاهب.
حررّت ذكرياتها بعد وفاة والدها عام 1817، وأخرجتهم في تعليقاتٍ عن سيرتها الذاتية. كانت كاتبة نشيطة حتّى الأخير.
عملت على إغاثة الفلّاحين الإيرلنديين المصابين بالمجاعة خلال مجاعة البطاطس الإيرلندية. كتبت أورلاندينو للربح من أجل إغاثة الصندوق. أعطت رسائلها إلى لجنة كويكر للإغاثة سرداً حيّاً للمحنة البائسة التي واجهت المستأجرين في ايدجوورثستاون، والظروف القاسية التي عاشوا فيها، وحاولت الحصول على أيّ معونة أو مساعدة لتتخفّف مأزقهم. وخلال مساعيها تلقّت هدايا للفقراء من أميركا.
أصرّت إيدجوورث في المجاعة الإيرلندية على أنّ فقط من دفع من المستأجرين الآجار بشكلٍ كاملٍ سيحصل على المعونة. عاقبت أيضاً من صوّت من مستأجرينها ضدّ عضوها المفضل في حزب المحافظين.
مع انتخاب وليم روان هاملتون لرئاسة الاكاديمية الإيرلندية الملكية، أصبحت ماريا المصدر المفضّل للنصيحة لهاملتون، وخاصةً في القضايا الأدبية في إيرلندا. واقترحت بوجوب السماح للمرأة بالمشاركة في الفعاليات المنعقدة من قبل الأكاديمية. وبسبب إرشارها ومساعدتها، أصبحت ماريا عضو شرف في الأكاديمية الإيرلندية الملكية في عام 1837، على خطى لويزا بيوفورت، العضو السابق في الأكاديمية وقريبتها.
زارت ماريا تريم لمشاهدة أقربائها، إذ كانت في عمر الثمانين، بدأت عندها تشعر بألمٍ قلبيٍّ وتوفيت فجأة بنوبةٍ قلبيةٍ في إيدجوورثستاون في 22 مايو عام 1849.

## آراؤها
على الرغم من أنّ ماريا قضت معظم طفولتها في إنجلترا، كان لحياتها في إيرلندا تأثيراً عميقاً على كلٍّ من تفكيرها وآرائها المحاطة بثقافتها الإيرلندية. رأى فوسك وكوفمان أنها »استخدمت خيالها لمعالجة المشاكل المتأصّلة في القوانين المحدّدة من قبل الدين، القومية، العرقية، الطبقة الاجتماعية، الجنسانية والهوية الجنسية». استخدمت إيدجوورث أعمالاً مثل كاسل راكرنت وهارينغتون للتعبير عن مشاعرها اتّجاه القضايا الجدلية.

### إيرلندا
ابتدعت في أعمالها ماضياً حنوناً لإيرلندا في محاولة منها لتكريم الثقافة الإيرلندية. قال سوفيندريني بيريرا بأنّ روايات إيدجوورث تعقّبت «التحوّل الأنجليكاني التدريجي للمجتمع الإيرلندي الإقطاعي». هدفت إيدجوورث في أعمالها لإظهار الإيرلندية متساوية بالإنجليزية، وبالتالي ضمان حالة المساواة، حتّى ولو لم تكن مستقلّة. يرفض إساي أون أيرش بولز الصورة النمطية الإنجليزية للإيرلنديين ويصوّرهم بدقةٍ كما الواقع، في أحداث كلّ يوم. يعدّ هذا موضوعّ شائعٌ في أعمالها الإيرلندية، إذ تواجه الكاريكاتير الإيرلندي بتصويرٍ دقيق. ركّزت إيدجوورث في عملها أيضاً على الاختلافات اللغوية بين المجتمعين الإيرلندي والإنجليزي، فالمجتمع الإيرلندي ديناميكي ومعقّد على الرغم من الصورة النمطية الإنكليزية.

## روابط خارجية
- ماريا ايدجوورث على موقع الموسوعة البريطانية (الإنجليزية)
- ماريا ايدجوورث على موقع إن إن دي بي (الإنجليزية)